# Уда-Клокочов
Уда-Клокочов (рум. Uda-Clocociov) — село у повіті Телеорман в Румунії. Адміністративний центр комуни Уда-Клокочов.
Село розташоване на відстані 126 км на південний захід від Бухареста, 50 км на захід від Александрії, 86 км на південний схід від Крайови.

## Населення
За даними перепису населення 2002 року у селі проживали 953 особи, з них 949 осіб (99,6%) румунів. Усі жителі села рідною мовою назвали румунську.